# Colonia de păsări de la Pădurea Rădvani
Colonia de păsări de la Pădurea Rădvani este o arie protejată de interes național ce corespunde categoriei a IV-a IUCN (rezervație naturală de tip zoologic), situată în vestul Transilvaniei, pe teritoriul județului Bihor..

## Localizare
Aria naturală se află în vestul județului Bihor (în apropierea limitei de graniță cu Ungaria), pe teritoriul administrativ al comunei Cefa, lângă drumul comunal DC89 care leagă satul Ateaș de Cefa.

## Descriere
Rezervația naturală  a fost declarată arie protejată prin Legea Nr.5 din 6 martie 2000 (privind aprobarea Planului de amenajare a teritoriului național - Secțiunea a III-a - zone protejate, publicată în Monitorul Oficial al României, Nr.152 din 12 aprilie 2000) și se suprapune ariei de protecție specială avifaunistică - Pescăria Cefa - Pădurea Rădvani. Aceasta se întinde pe o suprafață de 3 hectare și este inclusă în Parcul Natural Cefa.
Colonia de păsări de la Pădurea Rădvani este o zonă umedă de importanță avifaunistică ce adăpostește și asigură condiții de viețuire, hrană și cuibărit pentru un număr important de păsări migratoare, de pasaj sau sedentare; dintre care unele protejate la nivel european prin Directivei Consiliului European 147/CE (enumerate în anexa I-a) din 30 noiembrie 2009 privind conservarea păsărilor .

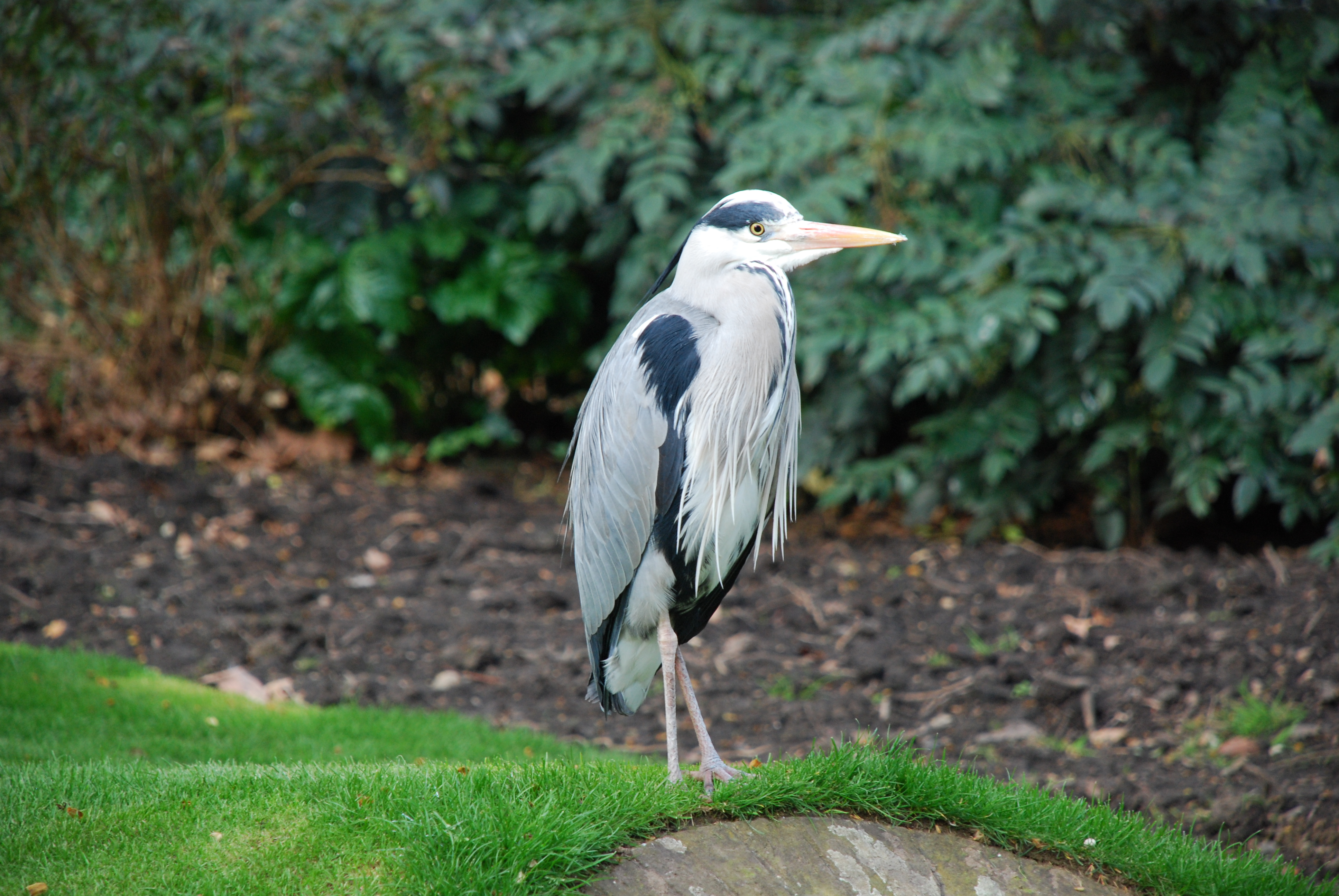
Stârc cenușiu (Ardea cinerea)

Specii de păsări semnalate în arealul rezervației: stârc cenușiu (Ardea cinerea) stârc roșu (Ardea purpurea), stârc galben (Ardeola ralloides), ciuf de câmp (Asio flammeus), egreta albă (Egrette garzette), pescăraș albastru (Alcedo atthis), privighetoare-de-baltă (Acrocephalus melanopogon), rață sulițar (Anas acuta), rață fluierătoare (Anas penelope), rață mare (Anas platyrhynchos), rață pestriță (Anas strepera), rață cârâitoare (Anas querquedula), gârliță mare (Anser albifrons), gâscă cenușie (Anser anser), fâsă-de-câmp (Anthus campestris), lăstunul mare (Apus apus), acvilă-țipătoare-mare (Aquila clanga), acvilă țipătoare mică (Aquila pomarina), acvilă de câmp (Aquila heliaca), rață-cu-cap-castaniu (Aythya ferina), rața moțată (Aythya fuligula), rață roșie (Aythya nyroca), gâsca cu piept roșu (Branta ruficollis), rață sunătoare (Bucephala clangula), șorecar mare (Buteo rufinus), prundaș nisipar (Calidris alba), fugaci mic (Calidris minuta), fugaci roșcat (Calidris ferruginea), chirighiță neagră (Chlidonias niger), chirighiță-cu-obraz-alb (Chlidonias hybridus), barză neagră (Ciconia nigra), barză albă (Ciconia ciconia), erete de stuf (Circus aeruginosus), erete-cenușiu (Circus pygargus), egretă mică (Egretta garzetta), egretă albă (Egretta alba), șoim de tundră (Falco rusticolus), cufundar polar (Gavia arctica), cufundar mic (Gavia stellata), șoim-de-iarnă (Falco columbarius), vânturel roșu (Falco tinnunculus), lișiță (Fulica atra), becațină comună (Gallinago gallinago), cocor (Grus grus), ploier auriu (Pluvialis apricaria), pescăriță mare (Sterna caspia), ciocîntors (Recurvirostra avosetta) sau fluierar de mlaștină (Tringa glareola).

## Obiective de interes turistic aflate în vecinătate
- Biserica ortodoxă "Sf. Arhangheli Mihail și Gavriil" din Inand, construcție 1826, monument istoric.
- Situl arheologic de la Cefa (așezări atribuite sec. XI - XIII, Latène, Hallstatt, Epoca bronzului, Neolitic).